# 竹内正志

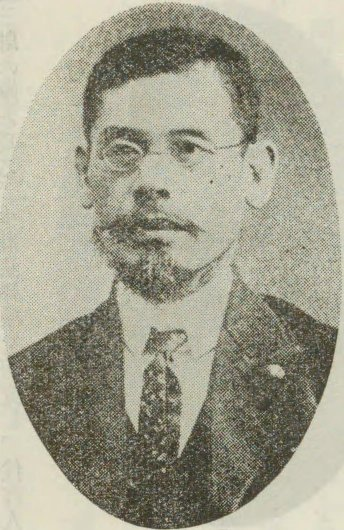
竹内正志

竹内 正志（たけのうち / たけうち まさし、1854年5月12日（嘉永7年4月16日） - 1920年（大正9年）9月3日）は、明治期の政治家、ジャーナリスト。正五位。

## 経歴
岡山藩士の息子として生まれる。漢学を修め、大阪の開成学校を経て慶應義塾へ入学。栗原亮一らと共に藩閥打破を目指して新聞を創刊。
沼間守一の毎日新聞に入って、板垣退助の自由党創立に参加。1894年（明治27年）衆議院議員に当選し（以後当選8回）、中国進歩党を組織。農務省水産局長に勅任。主戦論を主張し、大同倶楽部へと入党。